# 굴드아랫볏박쥐
굴드아랫볏박쥐(Chalinolobus gouldii)는 애기박쥐과에 속하는 박쥐의 일종이다. 통용명과 학명은 영국인 자연학자 존 굴드()의 이름에서 유래했다.